# اچ‌دی ۱۷۶۰۵۱
اچ‌دی ۱۷۶۰۵۱ یک ستاره است که در صورت فلکی شلیاق قرار دارد.